# Wellow (Hampshire)

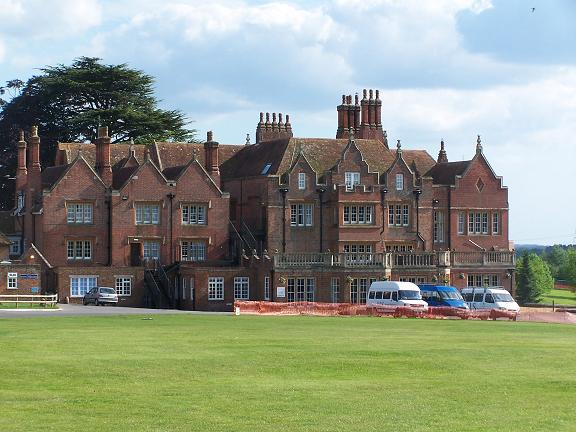
Embley Park, a dos km de East Wellow. Actualmente una escuela mixta, fue residencia familiar de Florence Nightingale.

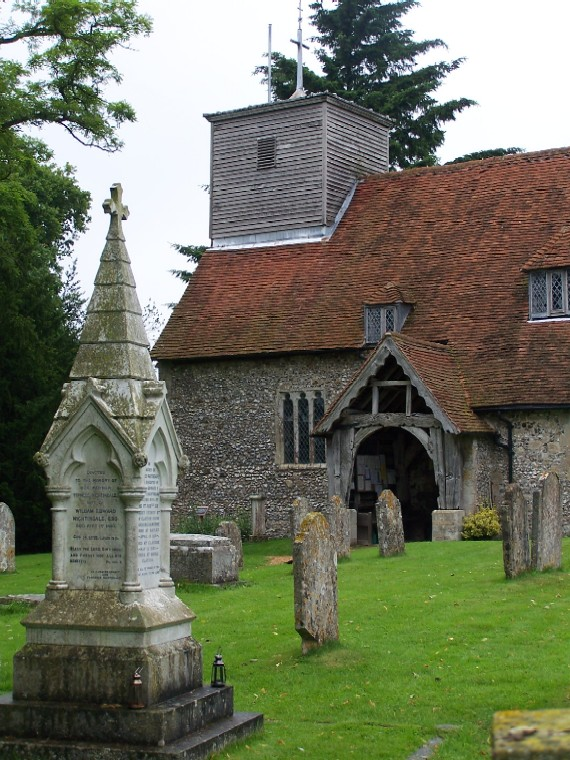
Tumba de Florence Nightingale en el cementerio de la iglesia de Santa Margarita de Antioquía.

Wellow es una villa de Hampshire, Inglaterra, que pertenece al distrito de Test Valley. Está ubicada justo a las afueras del parque nacional New Forest, sobre la ruta A36 que va desde la autopista M27 a Salisbury. El pueblo más cercano es Romsey (6 km) y la ciudad más cercana es Southampton (13 km). Tiene una población de cerca de 3000 habitantes.
El río Blackwater divide a la villa en dos zonas conocidas como East Wellow y West Wellow, pero no existe una división administrativa o política que oficialice esta separación. Hasta 1895, cuando algunos límites de condados en Inglaterra fueron modificados, East Wellow pertenecía al condado no metropolitano de Hampshire y West Wellow al de Wiltshire.
La parroquia civil a la que pertenece abarca el pequeño asentamiento de Canada, ubicado justo dentro de los límites de New Forest y al que se accede solo por un camino público desde una rotonda en la ruta A36 en West Willow. También abarca Embley, The Frenches, Shootash y Wellow Wood.

## Historia
Alfredo el Grande (849-899) rey de Wessex entre 871 y 899, legó en su testamento el pueblo de «Welewe» (en sajón occidental: «the toune of Welewe») a su hija Ethelgifu. «Welue» es mencionado en el libro Domesday (1086) donde se registra que Agemund tiene cinco hides de aproximadamente 600 acres (2,43 km²) en la zona.
El nombre «Wellow» aparece en un mapa de Hampshire de 1575 realizado por Christopher Saxton y como «Wellew» en varios mapas del siglo xvii. East Wellow y West Wellow aparecen separados por el río Blackwater desde la época del mapa de 1788 de John Harrison. Sus posiciones exactas en estos mapas antiguos no coinciden con la ubicación actual de los asentamientos contemporáneos.

## Edificaciones y servicios
A excepción de unos pocos edificios, en particular algunas cabañas tejadas de paja, la mayoría de las construcciones son del siglo xx. Todos los servicios principales están en el área de West Wellow, más desarrollada y poblada: la oficina de Correos, algunos comercios, una estación de servicio, un centro administrativo, un parque y la escuela de Wellow, en la que una placa recuerda que fue fundada gracias a dinero donado por la familia Nightingale.
Cuenta con dos pubs, el «Red Rover», en la ruta A36, y el «Rockingham», en Canada Road. East Wellow, más pequeño y menos poblado, está a un km al norte y es mayormente residencial. En los años 1990 se discutieron opciones para la construcción de una ruta lateral que aliviara a Wellow de un incremento del volumen de tráfico por la A36 pero no se llevaron a cabo. 
El límite norte de West Wellow es el río Blackwater y el área que lo rodea es agrícola. Sobre el río funcionó el antiguo molino de Wellow, pero en 1945 fue convertido en una residencia privada y no quedan restos de maquinaria. A lo largo del río y en otras zonas cercanas existe una serie de lagos que se destinan a la piscicultura.

## Iglesia de Santa Margarita de Antioquía
La iglesia parroquial de Santa Margarita de Antioquía, consagrada en 1215, es una estructura recubierta de piedra laja que en su interior contiene algunas pinturas murales de la época. En marzo de 1251 Enrique III concedió el permiso a Wellow para que celebrara una feria anual en el día de Santa Margarita. En el siglo xiii se agregó un mueble coral y en el siglo xv una nave lateral en el lado sur.
Florence Nightingale y su familia, residentes en la zona, asistieron a esta iglesia que actualmente contiene una copia de un cuadro de William Simpson que la representa a Nightingale en la guerra de Crimea. La capilla escolar de la iglesia, construida en los años 1950, lleva el nombre de la pionera de la enfermería moderna.
Está alejada de la mayoría de las residencias modernas y no existe evidencia arqueológica de ningún asentamiento previo a la construcción actual.

## Florence Nightingale

### Embley Park
A casi dos km al noreste de East Wellow, en dirección a Romsey, se encuentra Embley Park, residencia familiar de Florence Nightingale, reconvertida en escuela mixta privada. Su padre, William Nightingale, intentó convertir esta residencia en un centro social para la clase política y los intelectuales de su época.
Nightingale afirmó que el 7 de febrero de 1837, bajo un cedro de esta residencia tuvo la inspiración, que interpretó como divina, de dedicarse a la enfermería. En East Wellow distribuyó comida entre los pobres y enseñó a los niños locales en esta misma casa. Tuvo la intención de entrenarse en la escuela de enfermería de la cercana localidad de Salisbury, pero sus padres se opusieron.

### Sepultura
La iglesia es conocida por su cementerio donde se encuentran sepultados los restos de Florence Nightingale. Su tumba tiene una inscripción que dice: «F.N., born May 12 1820, died August 13 1910» («F.N., nacida el 12 de mayo de 1820, fallecida el 13 de agosto de 1910»).

## Galería de imágenes

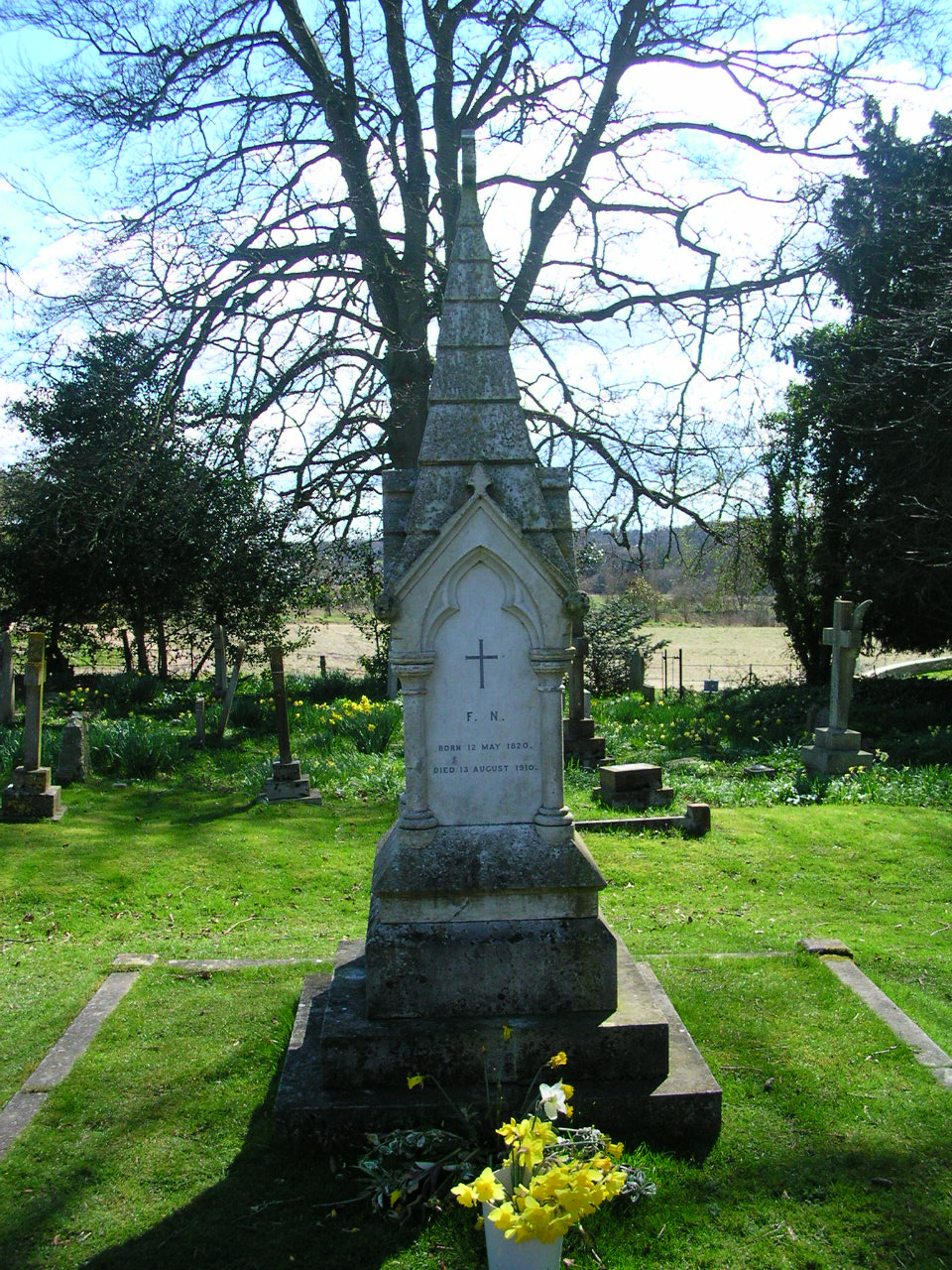
Otra vista de la tumba de Florence Nightingale, East Wellow.
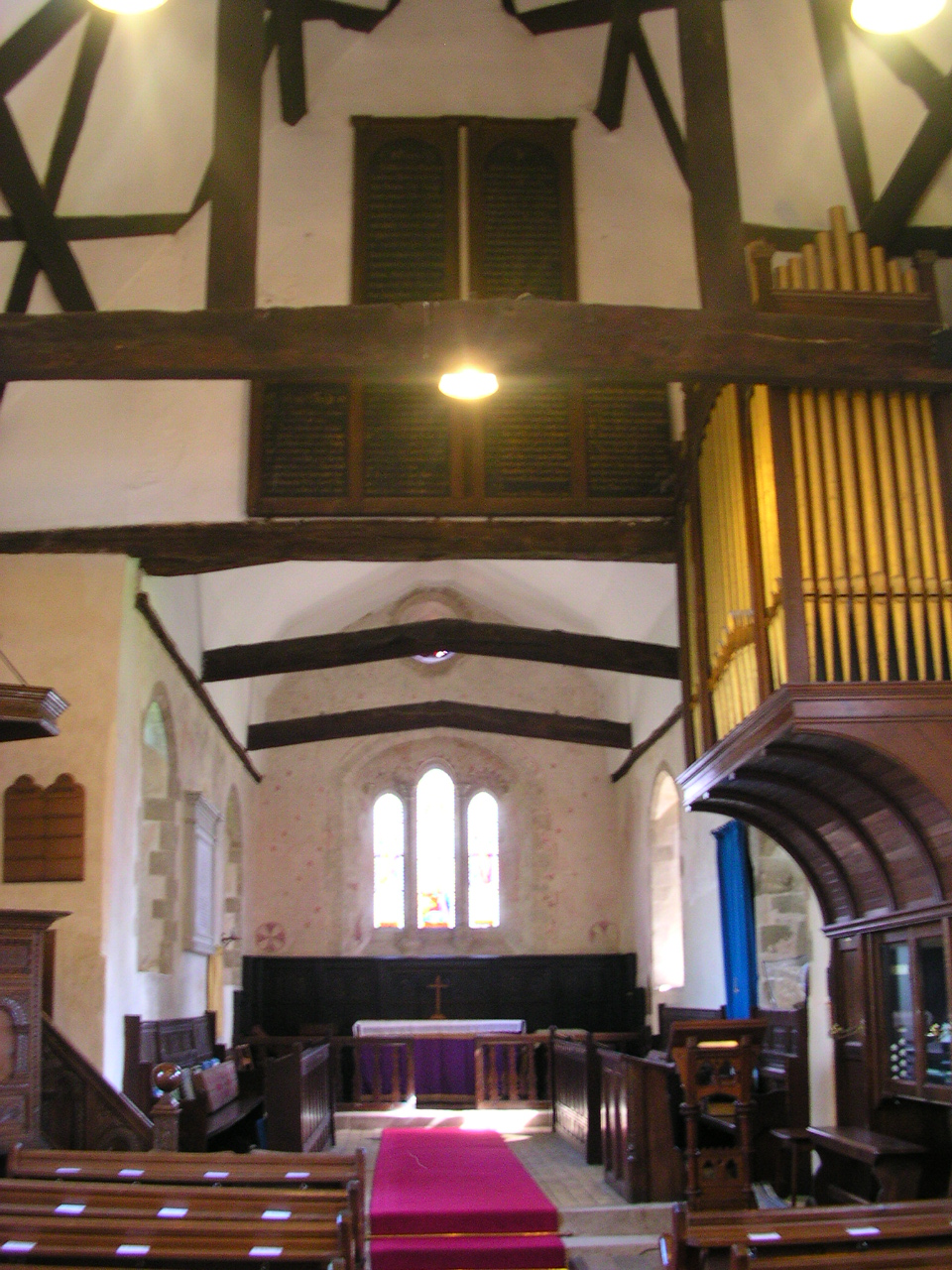
Interior de la iglesia de Santa Margarita de Antioquía, East Wellow.
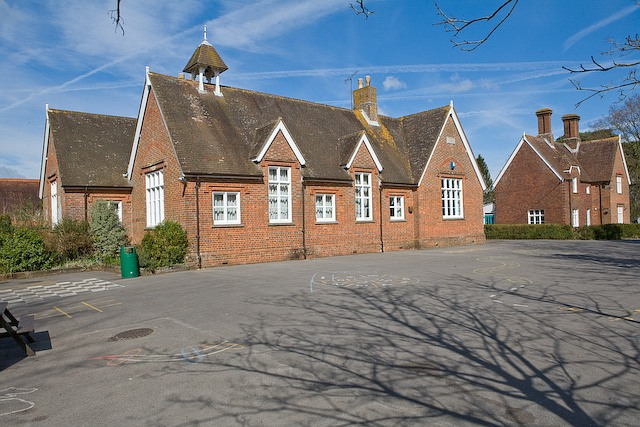
Vista parcial de la escuela primaria de West Wellow.
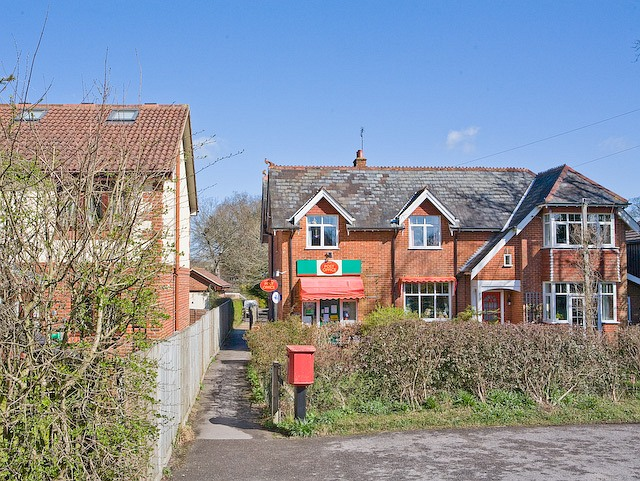
Oficina de correos en West Wellow.
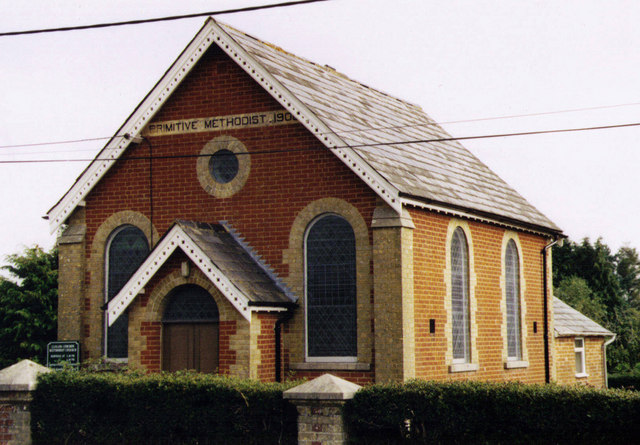
Capilla metodista en Canada.